# (1786) Raahe
(1786) Raahe est un astéroïde de la ceinture principale.

## Description
(1786) Raahe est un astéroïde de la ceinture principale. Il fut découvert le 9 octobre 1948 à Turku par Heikki A. Alikoski. Il présente une orbite caractérisée par un demi-grand axe de 3,02 UA, une excentricité de 0,11 et une inclinaison de 10,4° par rapport à l'écliptique.

## Compléments